# 賓日館
賓日館（ひんじつかん）は日本の三重県伊勢市二見町茶屋にある建築物。1887年 (明治20年) 竣工。国の重要文化財に指定されている。伊勢神宮に参拝する賓客の休憩・宿泊施設として、財団法人神苑会が建設した。英照皇太后の伊勢来訪に合わせて1886年12月から1887年2月までの短い工期で建てられている。1911年から1999年までの間、隣接する二見館の別館として用いられていた。現在は館内が有料で一般公開されるほか、貸展示会場としても利用されている。

## 年表
- 1886年 (明治19年) ：神宮の崇敬団体である財団法人神苑会発足。
  - 12月：工事着工。
- 1887年 (明治20年)
  - 2月19日：完成。
  - 3月7日：英照皇太后が宿泊
- 1911年 (明治44年) 2月：二見館別館となる。
- 明治末期～大正初年：1回目の増改築。
- 1930年 (昭和5年)～1936年 (昭和11年)：2回目の増改築。
- 1997年 (平成9年)：国の登録有形文化財に登録される。
- 1999年 (平成11年) 11月30日：二見館休業
- 2003年 (平成15年)
二見町に寄贈される。
  - 11月：資料館として開館。
- 2010年 (平成22年) 6月29日：本館、大広間棟、土蔵の3棟の建造物が国の重要文化財に指定される。

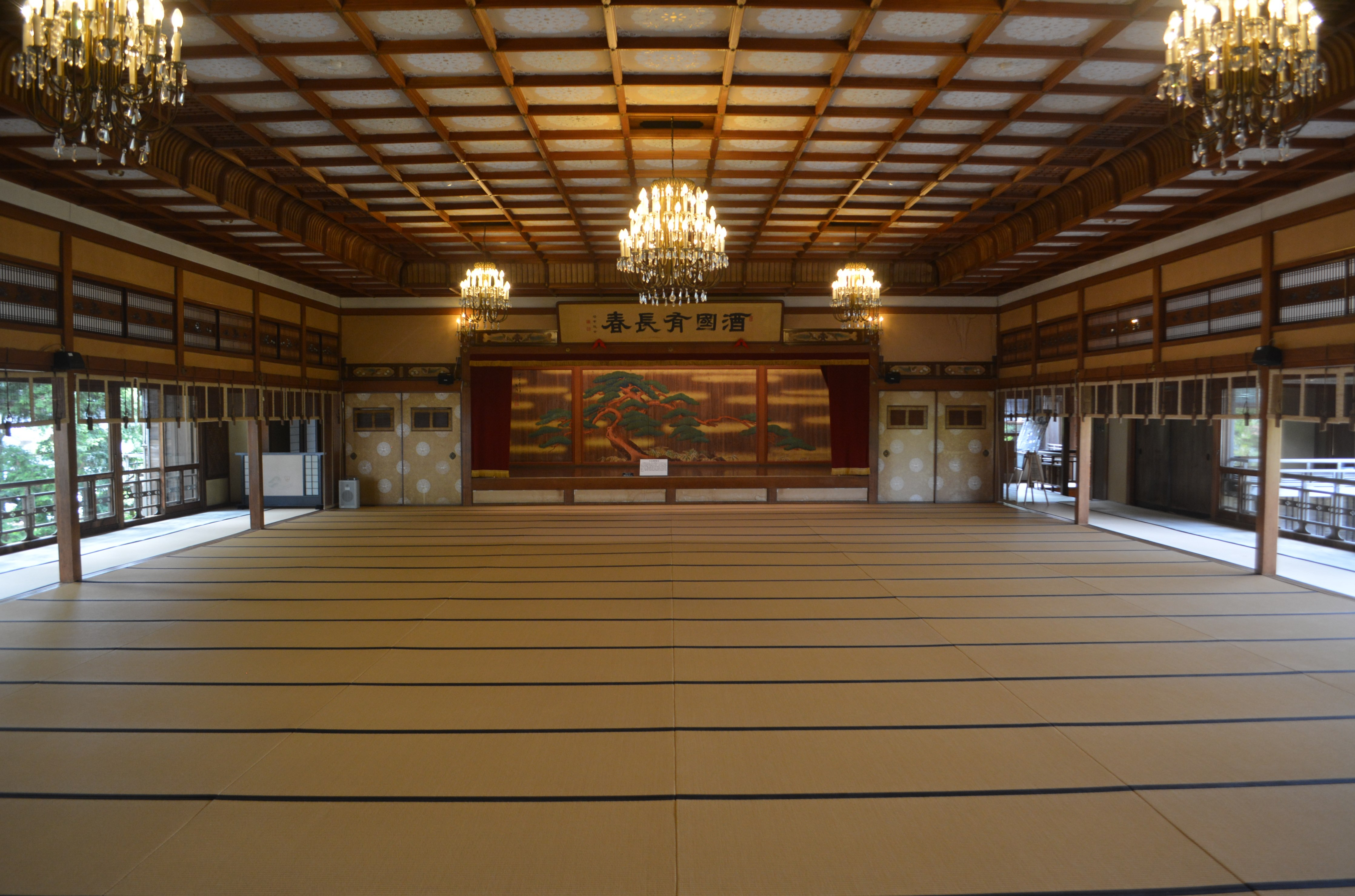
2階大広間
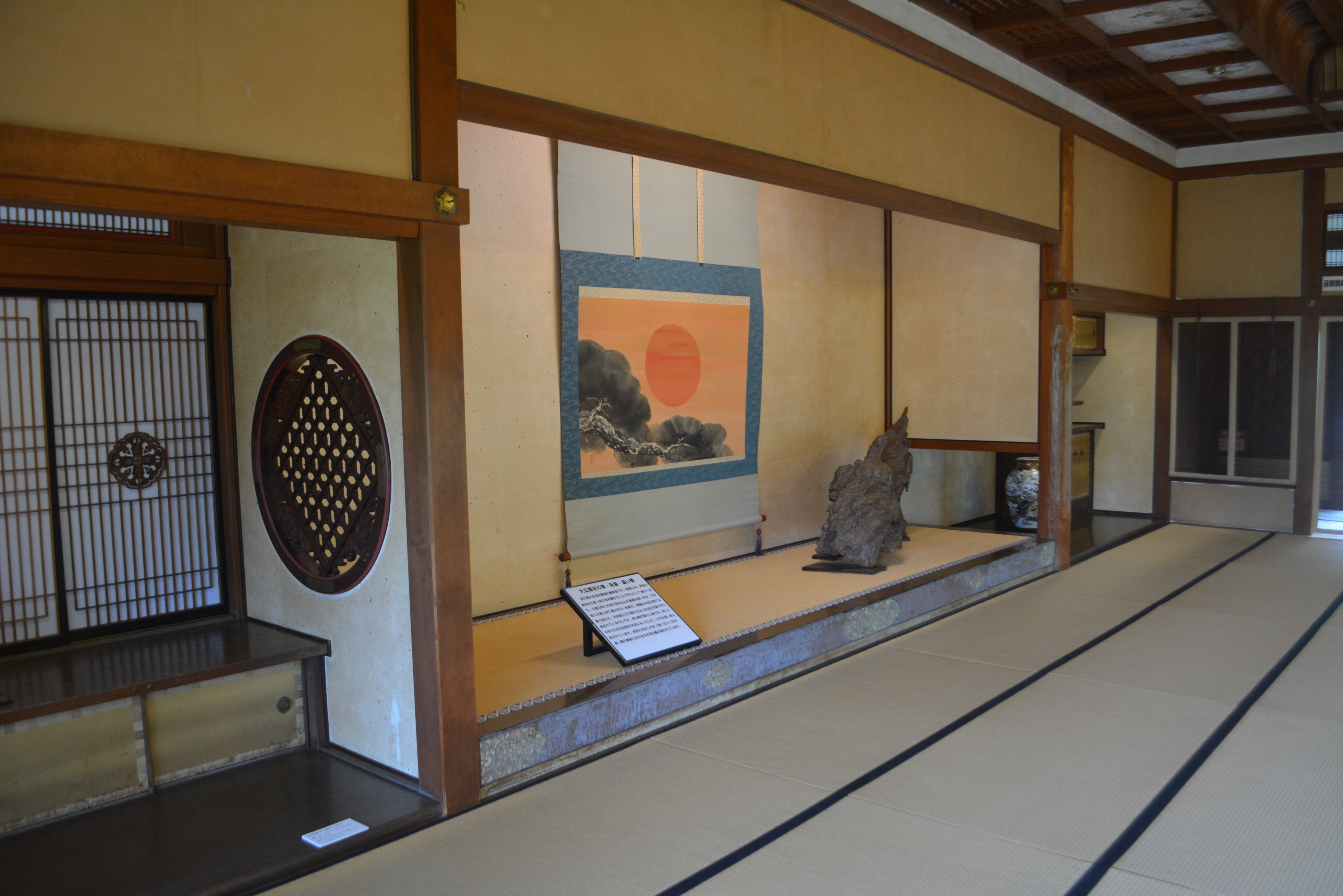
2階大広間東端の床の間
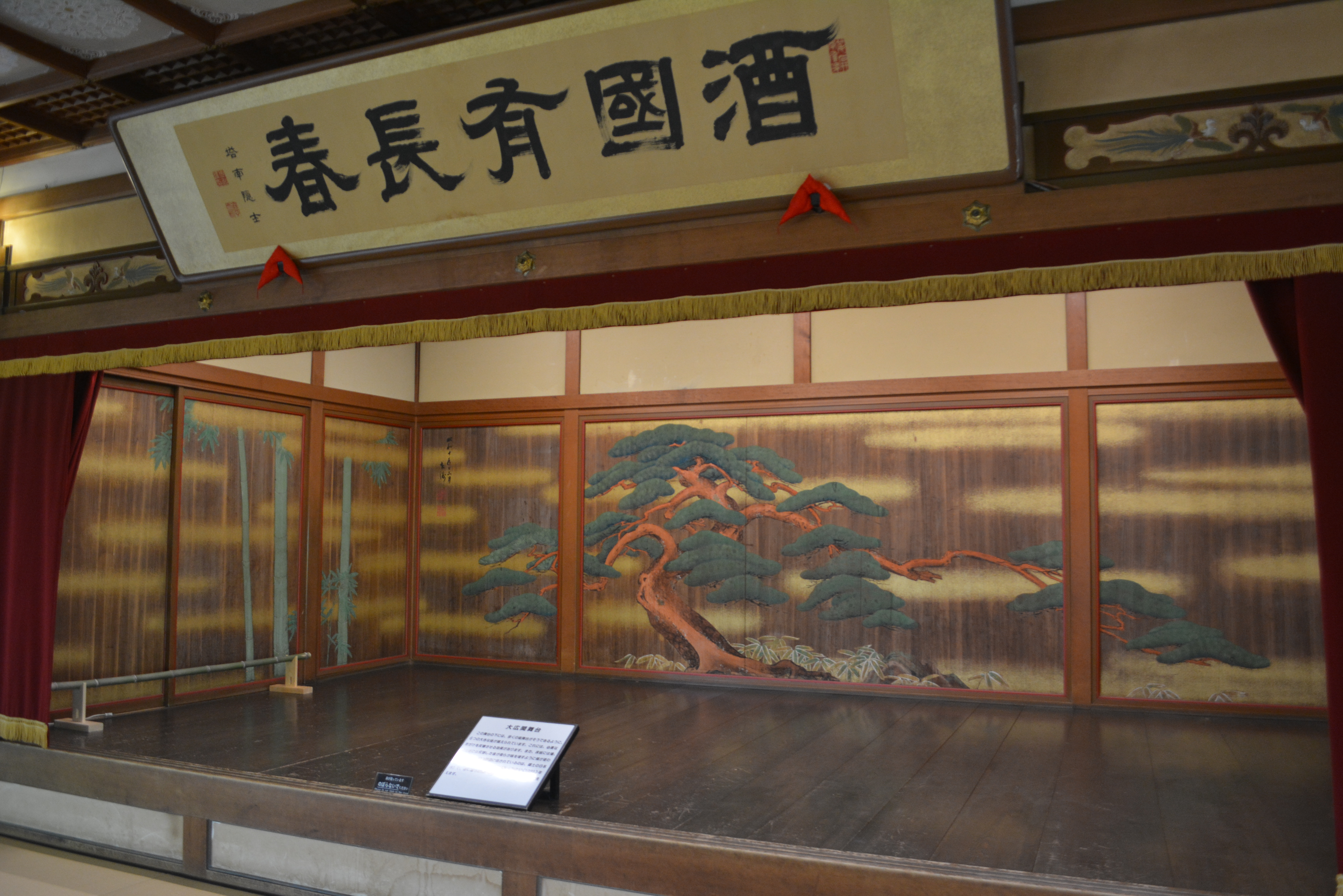
大広間西端の舞台